# Lehetu
Lehetu är en by i nordvästra Estland. Den ligger i Saue kommun (före kommunreformen 2017 i Nissi kommun) och i landskapet Harjumaa, 50 km sydväst om huvudstaden Tallinn. Antalet invånare var 181 år 2011.
Lehetu ligger 45 meter över havet och terrängen runt byn är mycket platt. Runt Lehetu är det mycket glesbefolkat, med 4 invånare per kvadratkilometer. Närmaste större samhälle är Turba, 4 km norr om Lehetu. I omgivningarna runt Lehetu växer i huvudsak blandskog.